# Genesis I
Genesis I est une station spatiale habitable expérimentale lancée en 2006, imaginée et construite par la société privée Bigelow Aerospace. C'est le premier module de cette compagnie mis en orbite. Ce vol permet de tester différents systèmes, matériaux et techniques pour déterminer la viabilité des structures spatiales gonflables en vol longue durée. De telles structures comme celle-ci ou comme d'autres construites par Bigelow Aerospace sont conçues en utilisant la technologie Transhab développée par la NASA, qui permet de déployer un volume intérieur plus important avec un diamètre réduit au lancement, et permet en théorie une réduction de la masse par rapport aux structures rigides.

## Histoire
Genesis I est lancé le 12 juillet 2006 à 14 h 53 min 30 s TU à bord d'un lanceur Dnepr de ISC Kosmotras, depuis le cosmodrome de Iasny, près de Dombarovsky en Russie. Son contrôle a est transféré à Bigelow Aerospace à 15 h 08 TU aussitôt après sa satellisation. Conçu comme un modèle réduit à l'échelle 1/3 du futur B330, le corps principal de l'engin une fois déployé en orbite mesure 4,4 m de long et 2,54 m de diamètre, avec un volume intérieur habitable de 11,5 mètres3. Lors du lancement, le diamètre de l'ensemble est de seulement 1,6 m, son gonflage a duré approximativement dix minutes.
Genesis I souffre d'une irradiation majeure à la suite d'un orage magnétique en décembre 2006. Les contrôleurs de la mission peuvent redémarrer le système à temps, bien que l'incident est décrit comme « fatal à une défaillance près ». Aucune séquelle ne paraît résulter de la situation, et le satellite apparaît en « excellente forme » en mars 2007.
Le satellite complète sa 10 000e orbite le 8 mai 2008, quelque 660 jours après son envoi. Depuis le décollage, « Genesis I voyage l'équivalent de 270 millions de miles (soit approximativement 434 522 880 kilomètres), ce qui représente 1 154 allers et retours vers la Lune », et prend plus de 14 000 images au-dessus de chacun des sept continents. Son équipement électrique demeure constamment sous tension.

## Systèmes
Pesant seulement 1 360 kg, la structure déployé est celle d'un cylindre de 2,4 m sur 4,5 m. 
Genesis I est équipé de huit panneaux solaires GaAs, quatre sur chaque extrémité, qui produisent un total d'un kilowatt de puissance électrique et alimentent une pile de 26 volts. Le vaisseau est équipé de treize caméras, soit sept externes pour surveiller l'intégrité physique du vaisseau, sa surface et ses panneaux solaires, et six caméras internes pour photographier divers objets et expérimentations. Le système interne maintient une pression atmosphérique de 7,5 p.s.i. (soit 51,7 kPa, environ la moitié de la pression atmosphérique au niveau de la mer) et utilise un contrôle thermique passif pour garder la température à une moyenne de 26 degrés Celsius avec des limites observées de 4,5 degrés à 32 degrés. Genesis I utilise un réservoir à carburant unique pour son système d'expansion et la commande de stabilisation utilise un réseau de magnéto-coupleurs, de senseurs solaires, de GPS et d'un magnétomètre.

### Charge utile
Outre les systèmes variés de surveillance et d'équipement du satellite, Genesis I emporte une large gamme de chargements divers. Les employés de Bigelow font don de plusieurs photographies, jouets, carte et autres mascottes, qui peuvent être observés flottant dans la cabine. Bigelow embarque aussi un laboratoire pour l'expérimentation de la vie à bord, qui contient une variété de blattes de Madagascar (Gromphadorhina portentosa) et de pois sauteurs,. De plus, la compagnie autorise la NASA à inclure un prototype de nano-satellite de la série GeneSat. Cet appareil, appelé GeneBox, teste le système et les procédures qui sont utilisées lors de missions futures de GeneSat. Alors que GeneBox ne contient aucun organisme vivant, les vols futurs utilisent des senseurs et des outils optiques pour mesurer l'influence de l'apesanteur sur les gènes et les activités génétiques de cellules et de micro-organismes,.